# Closet Land
Closet Land è un film del 1991 scritto e diretto da Radha Bharadwaj.

## Trama
In un paese imprecisato, una donna viene portata via dalla sua casa nel cuore della notte dalla polizia segreta, accusata di aver incorporato messaggi dissidenti nel suo libro per bambini Closet Land. Il libro narra la storia di una bambina che, a causa di un cattivo comportamento, è stata rinchiusa in un armadio come punizione. Il contenuto del libro è messo in discussione dal governo, che accusa l'autrice di incoraggiare e introdurre la slealtà tra il suo pubblico di bambini.
Durante l'interrogatorio, che avviene mediante torture fisiche e mentali, viene rivelato che il romanzo è nato come una forma di evasione, come meccanismo di coping per l'autrice, che aveva subito abusi sessuali da bambina. L'agente rivela di essere stato lui l'autore degli abusi. Nonostante le torture, la scrittrice rifiuta di firmare la confessione che le risparmierebbe l'esecuzione e viene quindi condannata a morte.

## Distribuzione
Dopo essere stato proiettato al Toronto International Film Festival, il film è stato distribuito nelle sale statunitensi il 6 marzo 1991.

## Accoglienza
L'aggregatore di recensioni Rotten Tomatoes riporta il 44% di recensioni positive con un punteggio medio di 4,61 su 10 basato sul consenso di 9 critici.